# Sydney McLaughlinová-Levroneová
Sydney McLaughlinová-Levroneová (rozená McLaughlin, * 7. srpna 1999 New Brunswick, New Jersey) je americká sportovkyně, atletka, sprinterka. V běhu na 400 metrů překážek je světovou rekordmankou časem 50,37 sekundy, zaběhnutém v srpnu 2024. Během třinácti měsíců čtyřikrát vylepšila rekord. Jako první žena pokořila v červnu 2021 hranici 52 sekund a v červenci 2022 i hodnotu 51 sekund.
Ve své hlavní disciplíně získala zlaté medaile na Letních olympijských hrách 2020 v Tokiu a na Mistrovství světa 2022 v Eugene a stříbrnou na Mistrovství světa 2019 v Dauhá. Kromě toho vlastní též zlaté medaile z hladkého štafetového běhu na 4 x 400 metrů z Olympiády 2020 a Mistrovství světa 2019 a 2022.
Je rovněž držitelkou řady nejlepších světových výkonů v jednotlivých mládežnických věkových skupinách. V roce 2022 byla vyhlášena Atletkou světa a nominována na cenu Laureus pro nejlepší světovou sportovkyni.
V květnu 2022 se ve virginském Madisonu vdala za bývalého hráče NFL Andreho Levrona (nar. 1995). Vyznáním je římská katolička.

## Osobní rekordy
Dráha
- Běh na 400 metrů překážek – 50,37 s. (8. srpna 2024, Paříž)  (Současný světový rekord)